# Phyllodoce empetriformis
Phyllodoce empetriformis ist eine Pflanzenart aus der Gattung Moosheiden (Phyllodoce) innerhalb der Familie der Heidekrautgewächse (Ericaceae). Sie ist im westlichen Nordamerika verbreitet und wird dort englisch pink mountain-heather oder pink mountain-heath genannt.

## Beschreibung

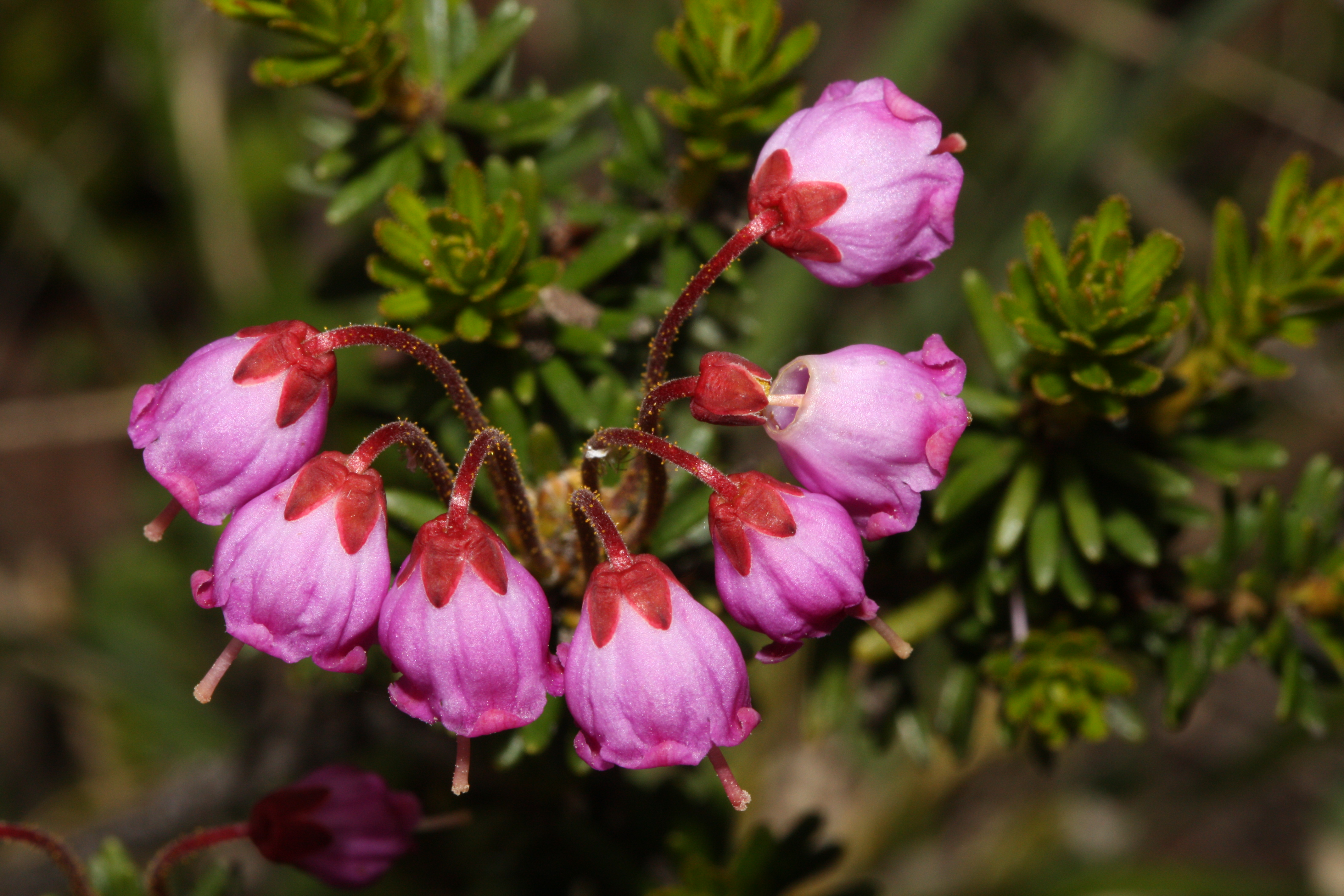
Die glockenförmigen purpurroten Blüten stehen nahe den Sprossspitzen in Gruppen.

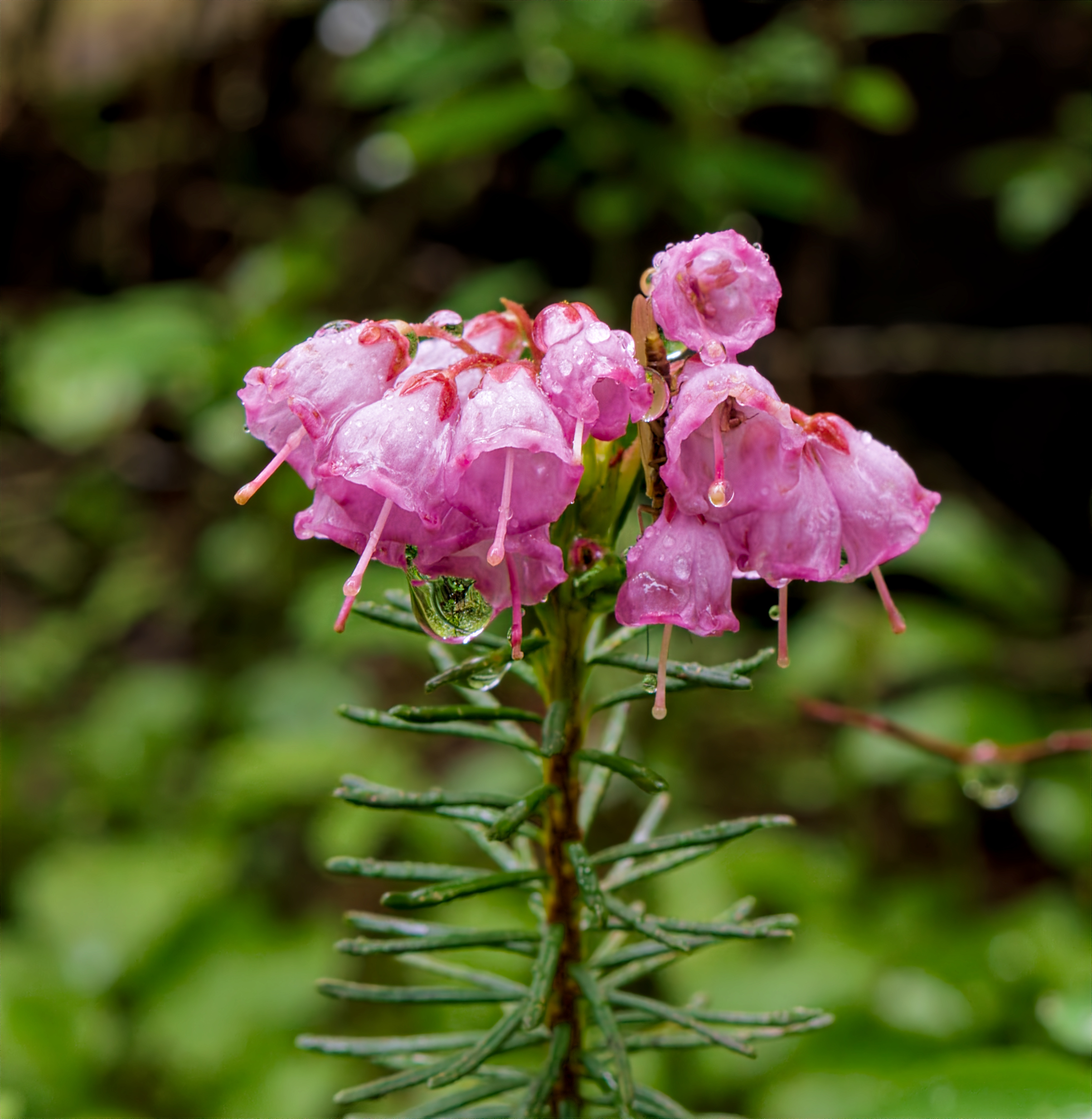
Nahaufnahme der Blüten am Ende der Sprossachsen in Blattachseln

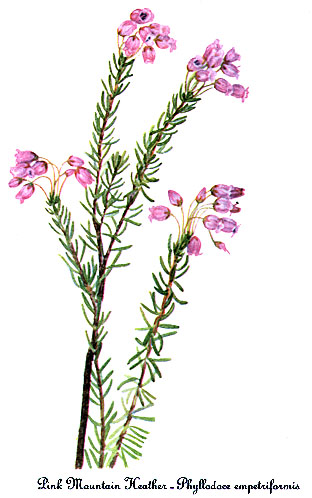
Illustration von Mary Vaux Walcott

### Vegetative Merkmale
Phyllodoce empetriformis ist ein niedrig wachsender, immergrüner Zwergstrauch. Die markanten Blätter sind derartig eingerollt, dass sie Koniferen-Nadeln ähneln.

### Generative Merkmale
Phyllodoce empetriformis bringt attraktive rosa- bis purpurfarbene oder purpurrote Blüten am Ende der Sprossachsen in Blattachseln hervor. Die zwittrigen Blüten sind radiärsymmetrisch mit doppelter Blütenhülle. Die Kelch- und Staubblätter sind kahl oder spärlich behaart, während sie bei Phyllodoce glanduliflora jeweils filzig behaart sind.

## Ähnliche Arten
Die Blüten der verwandten Phyllodoce glanduliflora sind im Vergleich gelb oder grün-weiß. Bei Phyllodoce empetriformis ist die glockenblumenartige Blütenkrone zweimal so lang wie der Blütenkelch (während Phyllodoce gladuliflora eine kaum zweimal so lange Blütenkrone wie Blütenkelch aufweist, die außerdem urnenförmig ist).

## Vorkommen
Phyllodoce empetriformis kommt in bergigen Regionen des westlichen Nordamerika in den Vereinigten Staaten und Kanada vor. Das Verbreitungsgebiet reicht im Süden bis in die Klamath Mountains im nördlichen Kalifornien und Oregon.
Dieser in seiner heimatlichen Bioregion häufige Zwergstrauch gedeiht in der alpinen Höhenstufe.